# Érezée
Érezée  ist eine belgische Gemeinde in der Provinz Luxemburg. Sie besteht aus den Ortschaften Fisenne, Érezée, Amonines, Mormont und Soy.
Die Freiherrenfamilie Fisenne hat von der Ortschaft Fisenne ihren Namen, wo sie seit vielen Generationen das Schlossgut Fisenne besitzt.

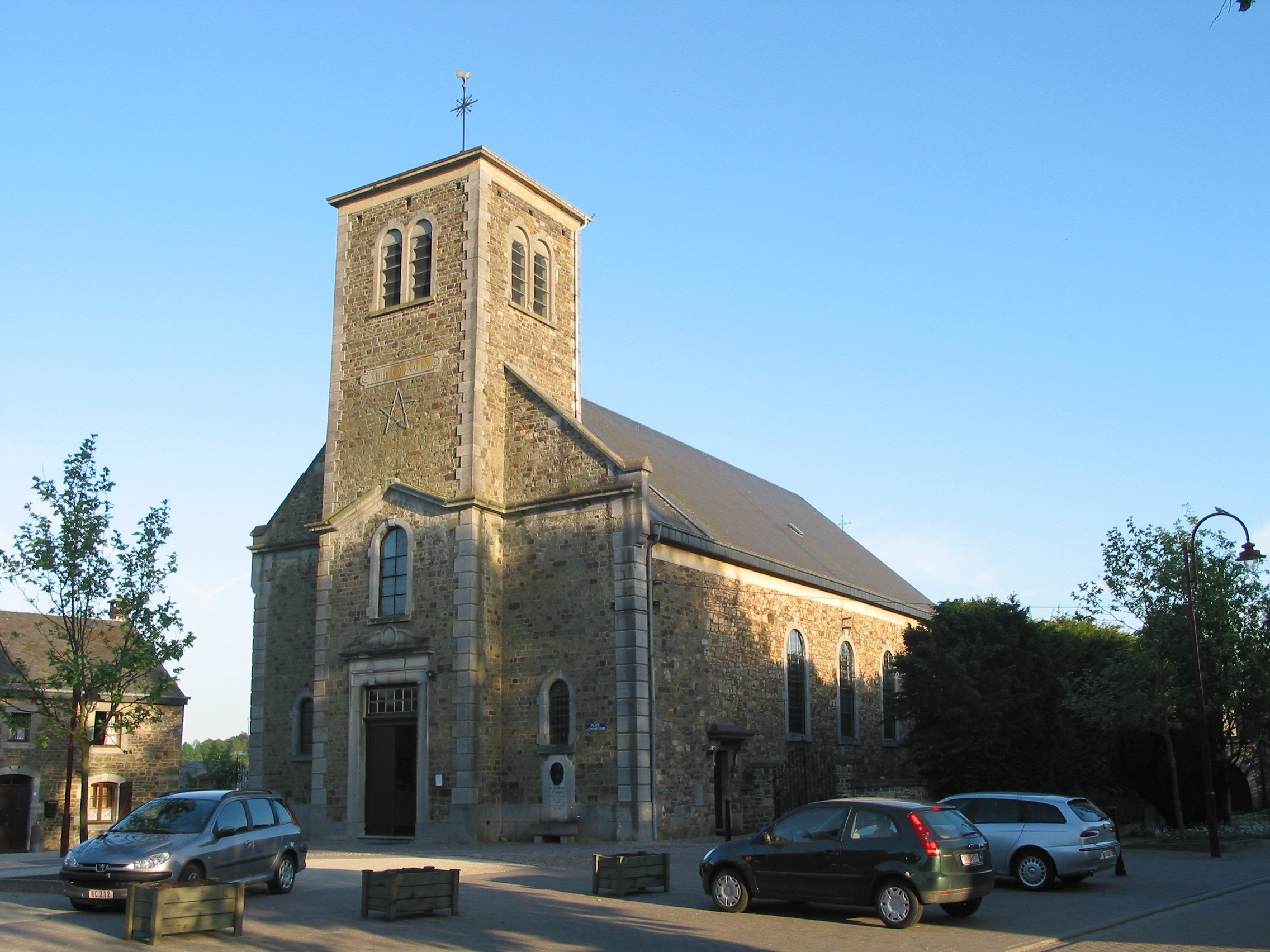
Die Kirche Saint-Laurent in Érezée
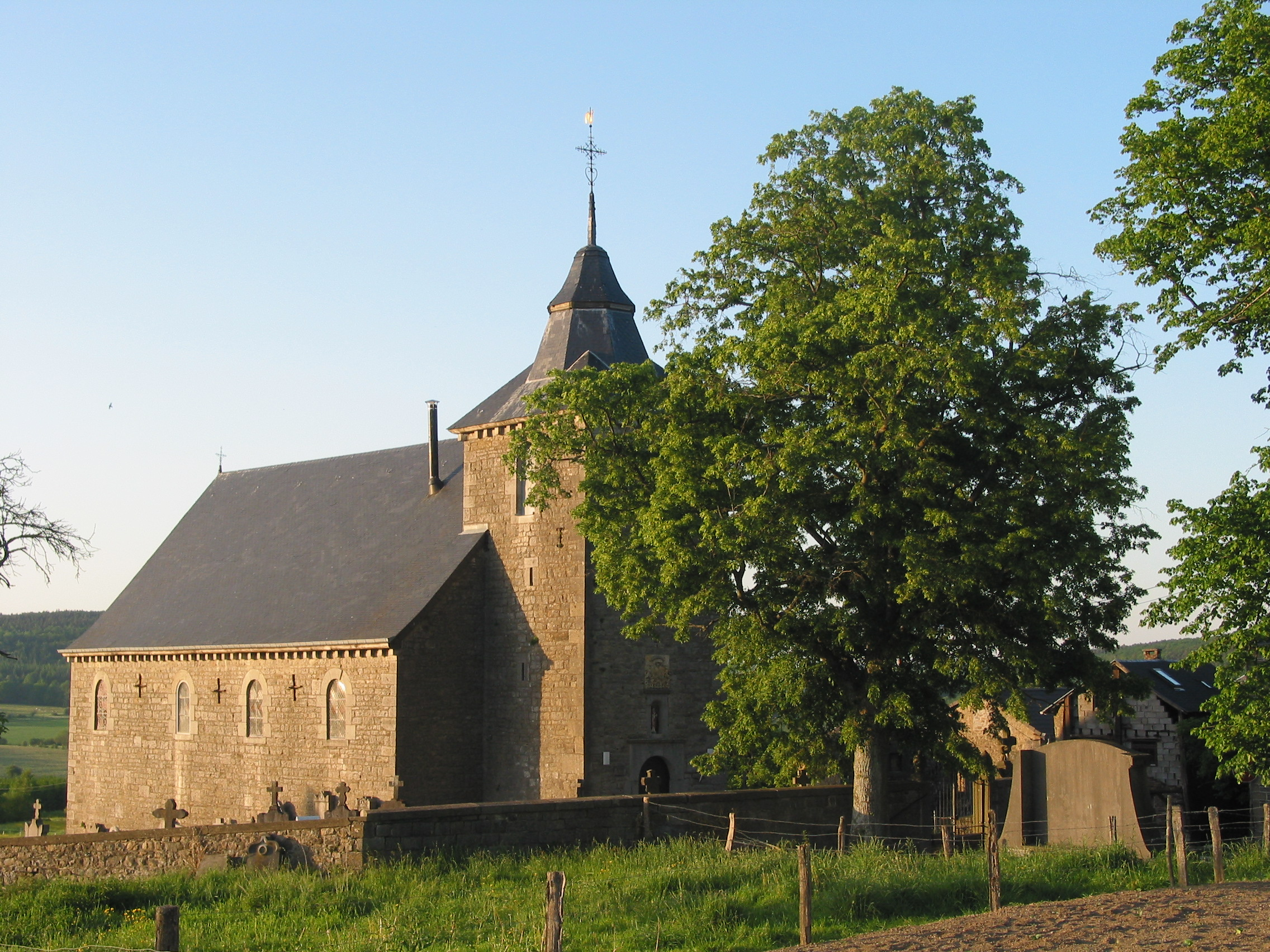
Fisenne (Érezée), Kirche Saint-Remy (18. Jhd.)
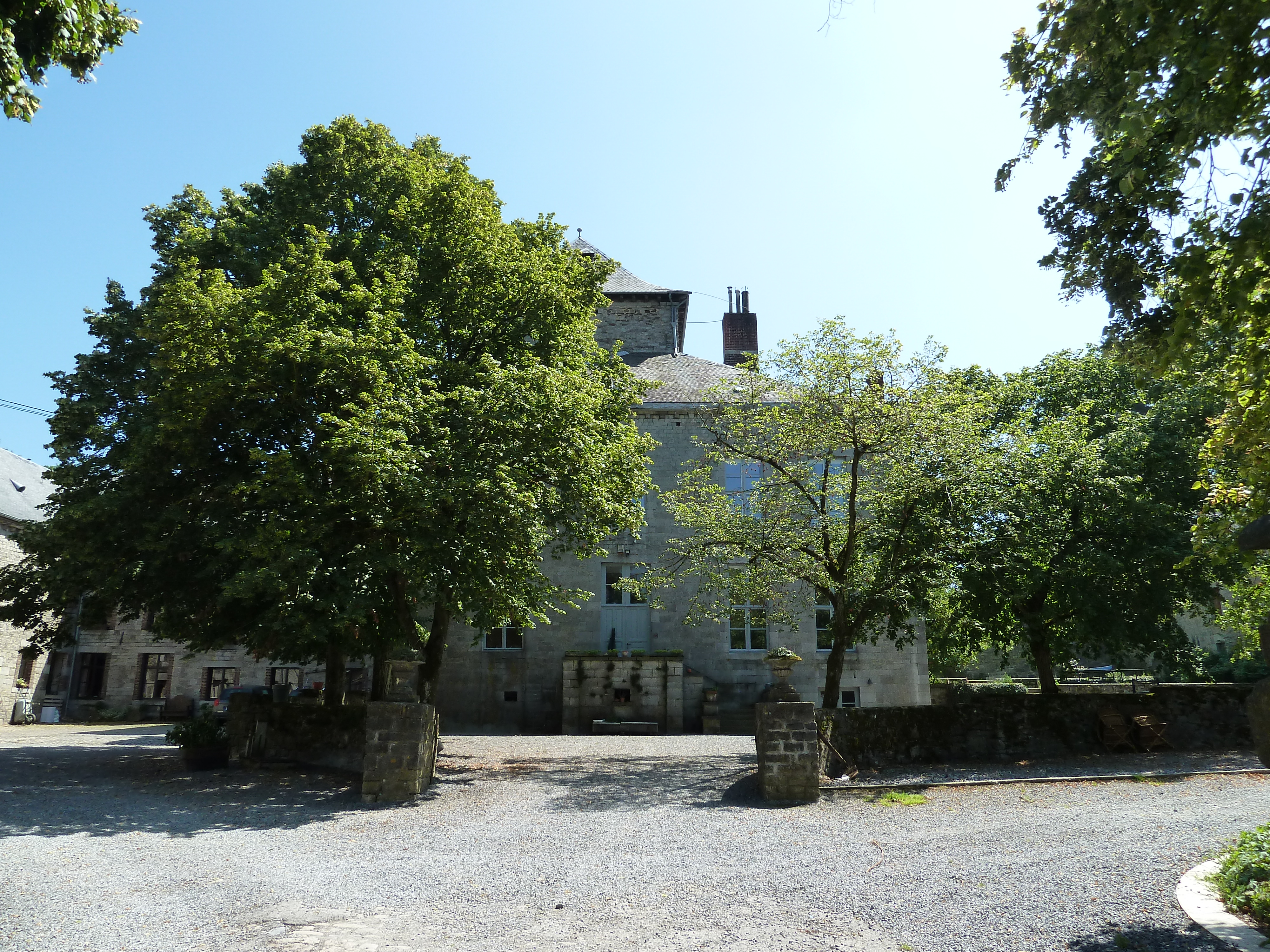
Schlossgut Fisenne in Fisenne
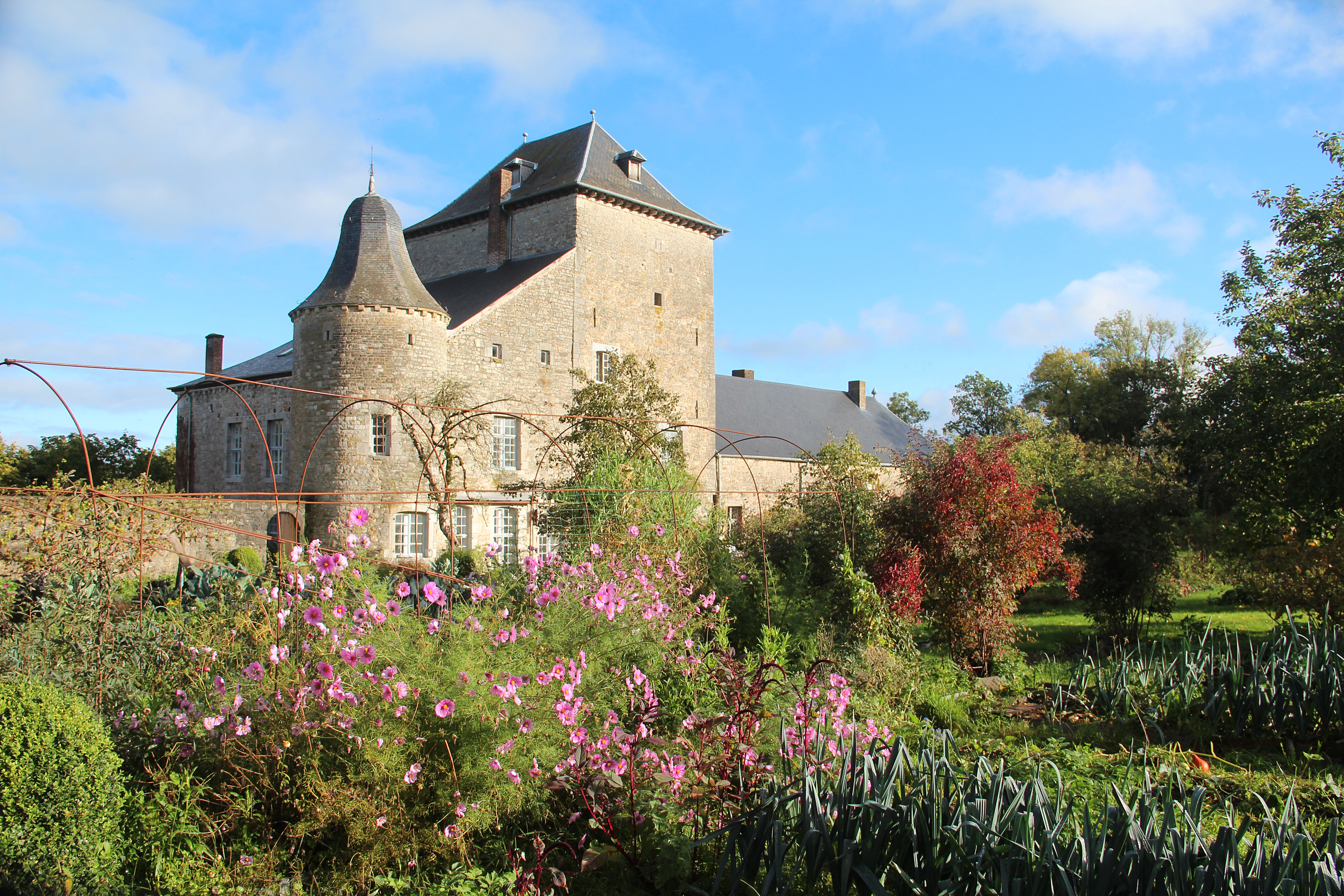
Scheune, Bergfried, Südostfassade und Garten des Schlosshofes
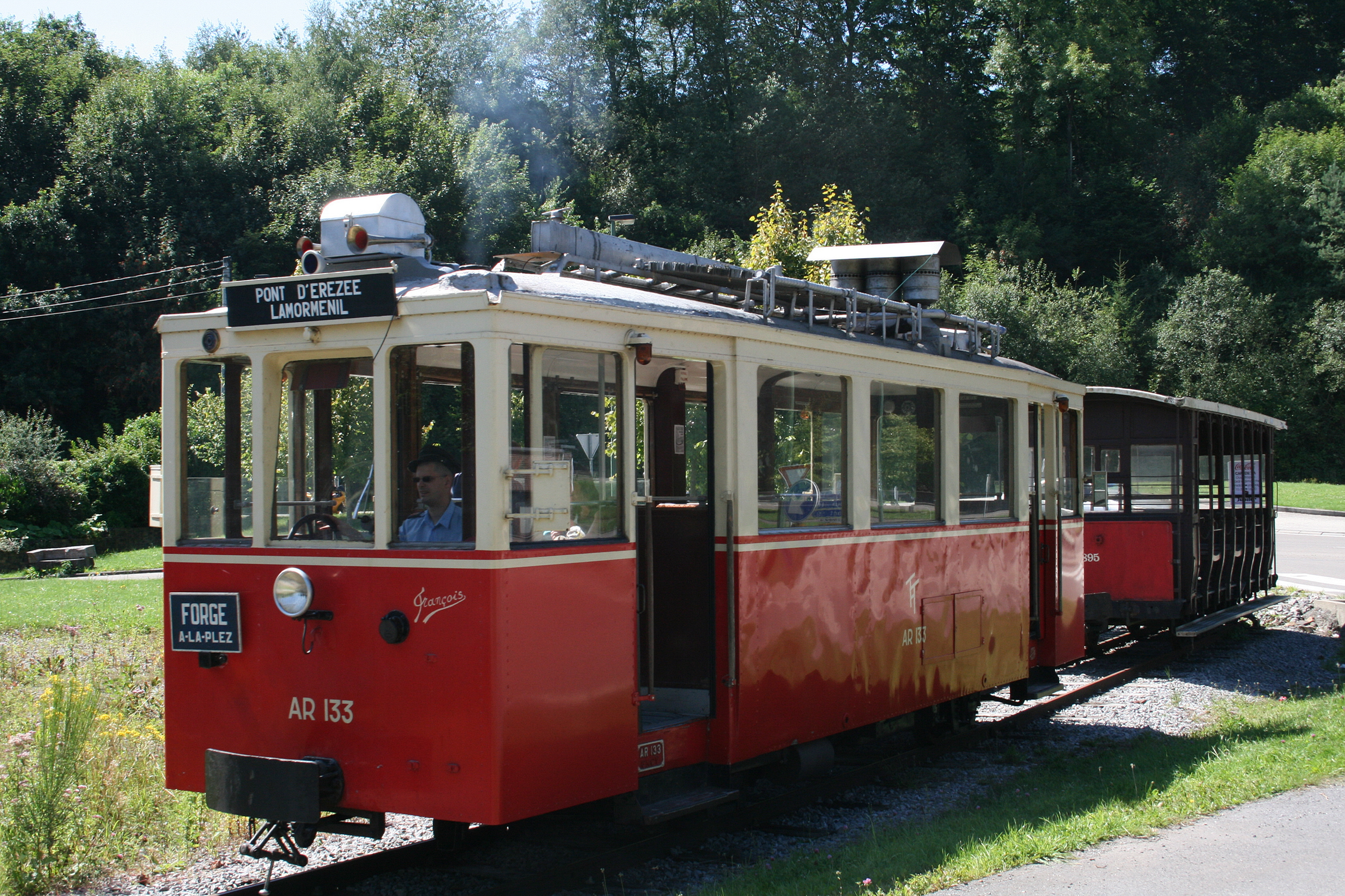
Straßenbahn von Erezée